# Kuna (narzędzie kary)

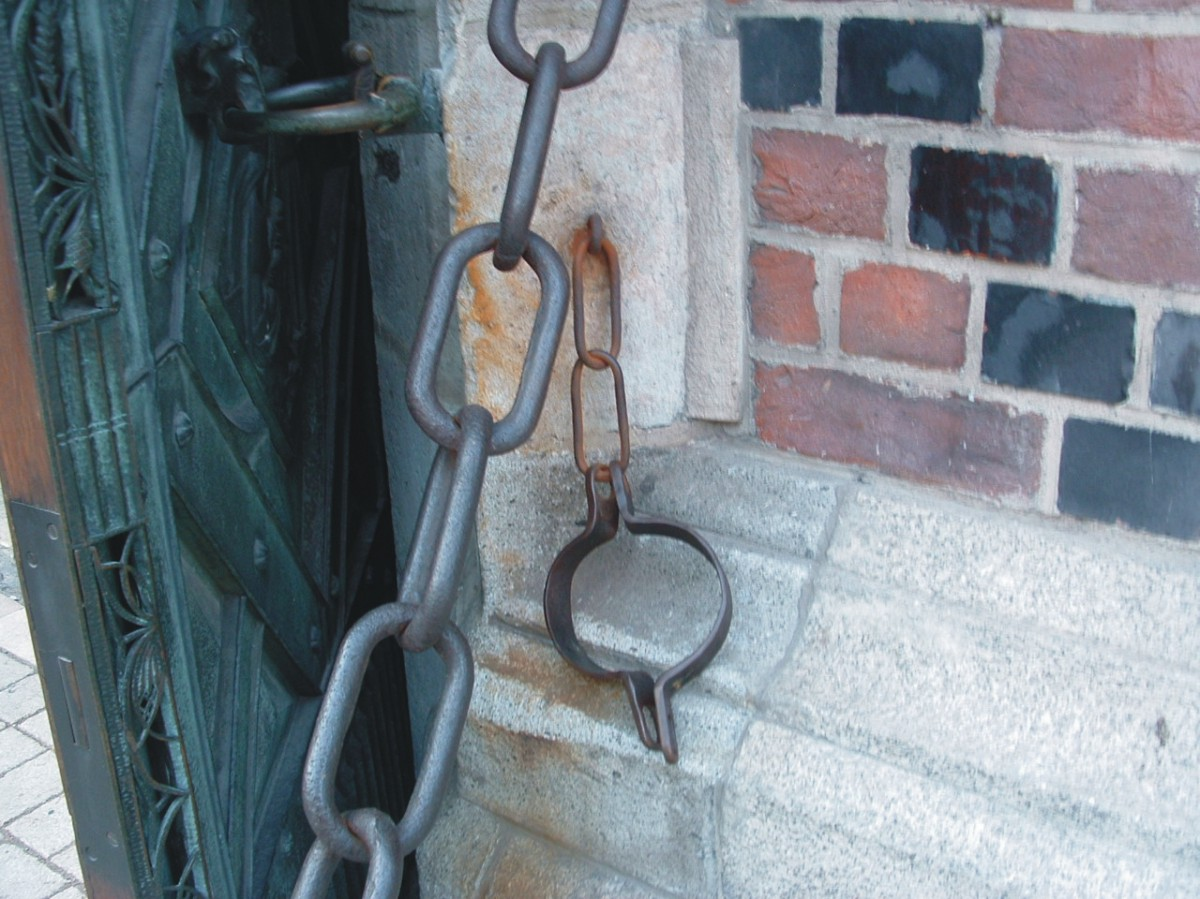
Oryginalna kuna przy bocznym portalu kościoła Mariackiego w Krakowie

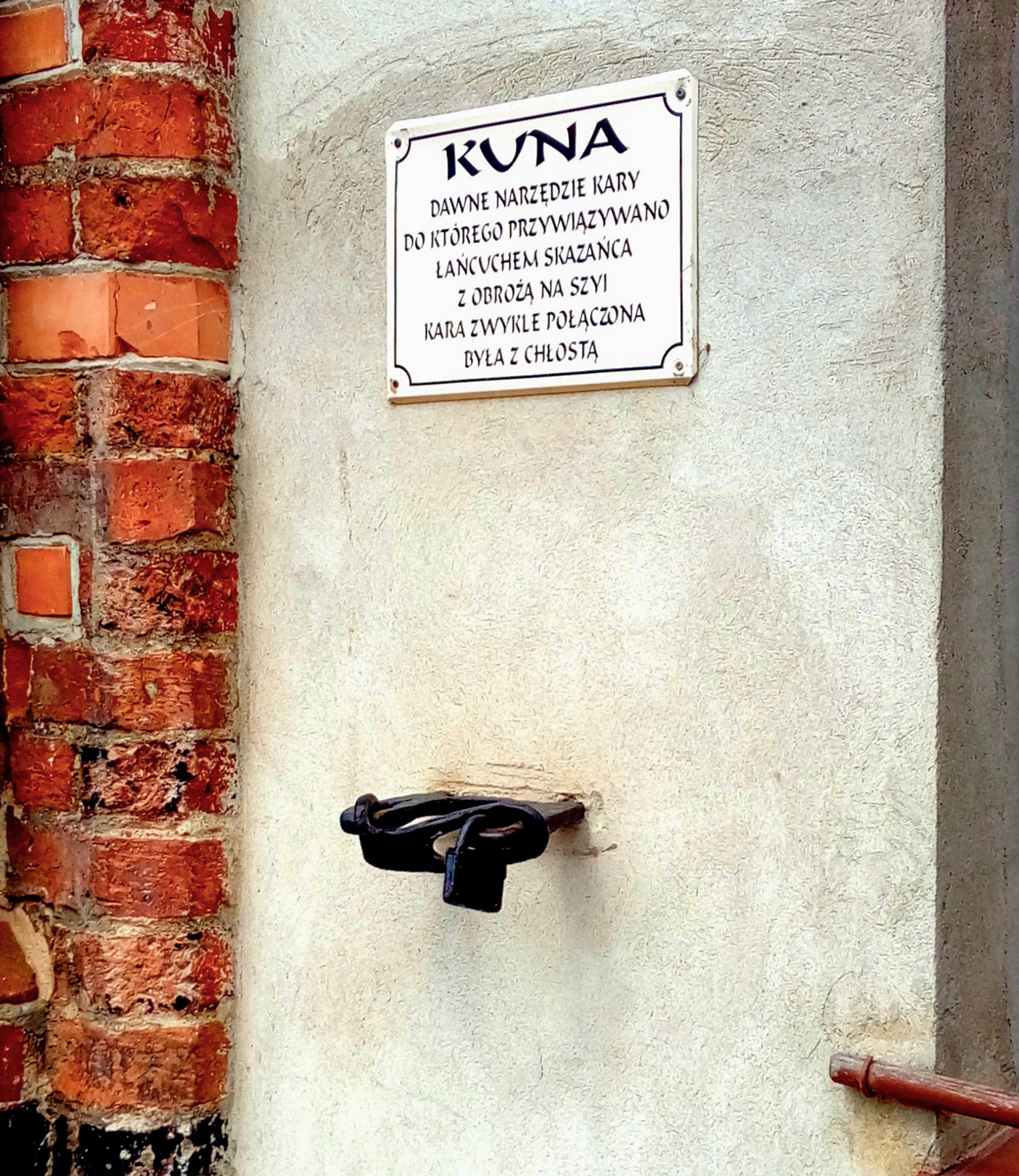
Kuna na ścianie ratusza w Kamieniu Pomorskim

Kuna (w dokumentach niem. halseisen, łac. collare, vinculum ferrum) – obręcz lub obręcze żelazne składające się z dwóch zamykanych części, przytwierdzone łańcuchem lub powrozem do pręgierza, portalu ratusza lub kościoła, czasem przy wejściu do dworu, wkładane na szyję lub rękę skazańcom i zamykane na kłódkę. 

## Zastosowanie
Kuna była urządzeniem pomocniczym służącym do przytwierdzenia skazanego przy innych karach wystawienia na widok publiczny, np. pręgierza, lub karą samodzielną (stanie w kunie), stosowaną za drobne przestępstwa. 
Karę odbywano jednorazowo przez określony czas (np. 12 godzin), a w mniejszych miastach czy na wsi kilkakrotnie, podczas większego zgromadzenia ludności, głównie w niedzielę i święta.  Kara stania w kunie nie miała charakteru hańbiącego (chociaż narażała na kpiny), stąd w miastach nie odbywano jej przy pręgierzu, lecz w kunie umocowanej przy wejściu do ratusza (np. w Poznaniu) lub do kościoła.   
W zależności od lokalnego zwyczaju, kunę umieszczano na różnej wysokości, a w związku z tym skazany stał, klęczał, siedział, a nawet leżał. Zdarzało się, że obok kuny znajdowało się siedzenie dla skazanego, ale bywało i tak, że kunę montowano w taki sposób, aby skazany nie mógł zająć wygodniejszej pozycji (wyprostować się czy usiąść lub uklęknąć). W lżejszych karach zakładanej na szyję obręczy nie zamykano lub stosowano tylko kunę na rękę. Ukaranemu często towarzyszyło lico, czyli narzędzie przestępstwa lub łup, np. snop zboża lub słomiany wianek. Czasami zakładano skazańcowi czapkę błazeńską, a nieraz w miastach, w okresie późniejszym, wieszano mu na szyi kartkę z napisem informującym o popełnionym przestępstwie.
Karę kuny stosowano za drobne przestępstwa w miastach, regulowały ją wilkierze poszczególnych miast lub wydawane przez właścicieli jurydyki. Była jedną z najczęstszych kar orzekanych w sądownictwie dominialnym na wsiach. Karę kuny odbywali ci, którzy np. nie uczestniczyli we mszach świętych w dni nakazane, kobiety za kłótnie i plotki, mężczyźni za pijaństwo i pracę w święta kościelne, za drobne kradzieże, za nieposzanowanie rodziców, młodzi ludzie za wykroczenia przeciwko szóstemu i dziewiątemu przykazaniu („Nie cudzołóż” i „Nie pożądaj żony bliźniego twego”). Karę kuny nakładały również w I Rzeczypospolitej sądy rabinackie w sporach pieniężnych pomiędzy Żydami, w sprawach o świętokradztwo i wykroczenia przeciwko moralności. Kuny były montowane w przedsionku synagogi. Stanie w kunie zadawano też jako  pokutę przy spowiedzi (obręcz pokutników).

Publiczne odbycie kary kuny  całkowicie rehabilitowało winowajcę, zwyczajowo nie przypominało się już nigdy o popełnionym przestępstwie. 
Karę kuny zlikwidowano w zaborze austriackim w 1777 r. podczas reform wprowadzanych przez cesarza Józefa II, nakazując jednocześnie likwidację wszystkich kun. W Krakowie karę tę zlikwidowano w roku 1779. Na innych ziemiach polskich przetrwała do XIX wieku. Do czasów współczesnych kuny przetrwały m.in. w Krakowie, przy południowym wejściu do kościoła Mariackiego.